# Frederikssundsbanan
Frederikssundsbanan (danska: Frederikssundbanen) är en järnvägslinje på Själland i östra Danmark som invigdes 1879 och är trafikerad med S-tåg mellan Frederikssund och Köpenhamn (linjerna C, H och H+). Stationer längs banan är bland annat Ballerup, Herlev, Husum, Vanløse och Flintholm.

## Historik
Banan invigdes 1879 mellan Frederiksberg nära Köpenhamn och Frederikssund. Sträckan Valby (Vestbanen) - Vanløse blev klar 1911. 
Banan elektrifierades 1989 och då började S-tågen köra där. Dubbelspår byggdes ut fram till 2002. 